# Péronnas
Péronnas és un municipi francès situat al departament de l'Ain i a la regió d'Alvèrnia-Roine-Alps. L'any 2007 tenia 6.147 habitants.

## Demografia

### Població
El 2007 la població de fet de Péronnas era de 6.147 persones. Hi havia 2.430 famílies de les quals 696 eren unipersonals (231 homes vivint sols i 465 dones vivint soles), 810 parelles sense fills, 726 parelles amb fills i 198 famílies monoparentals amb fills.
La població ha evolucionat segons el següent gràfic:
Habitants censats

### Habitatges
El 2007 hi havia 2.551 habitatges, 2.458 eren l'habitatge principal de la família, 15 eren segones residències i 78 estaven desocupats. 1.724 eren cases i 810 eren apartaments. Dels 2.458 habitatges principals, 1.590 estaven ocupats pels seus propietaris, 835 estaven llogats i ocupats pels llogaters i 33 estaven cedits a títol gratuït; 103 tenien una cambra, 137 en tenien dues, 313 en tenien tres, 670 en tenien quatre i 1.236 en tenien cinc o més. 1.984 habitatges disposaven pel capbaix d'una plaça de pàrquing. A 1.198 habitatges hi havia un automòbil i a 1.055 n'hi havia dos o més.

### Piràmide de població
La piràmide de població per edats i sexe el 2009 era:
| Homes | Edats   | Dones |
| ----- | ------- | ----- |
| 0     | 95 o +  | 8     |
| 20    | 90 a 94 | 48    |
| 40    | 85 a 89 | 72    |
| 40    | 80 a 84 | 56    |
| 80    | 75 a 79 | 104   |
| 96    | 70 a 74 | 68    |
| 144   | 65 a 69 | 140   |
| 156   | 60 a 64 | 192   |
| 168   | 55 a 59 | 180   |
| 220   | 50 a 54 | 220   |
| 160   | 45 a 49 | 212   |
| 184   | 40 a 44 | 208   |
| 196   | 35 a 39 | 216   |
| 148   | 30 a 34 | 184   |
| 144   | 25 a 29 | 156   |
| 152   | 20 a 24 | 160   |
| 216   | 15 a 19 | 184   |
| 204   | 10 a 14 | 220   |
| 188   | 5 a 9   | 148   |
| 104   | 0 a 4   | 96    |

## Economia
El 2007 la població en edat de treballar era de 4.014 persones, 2.880 eren actives i 1.134 eren inactives. De les 2.880 persones actives 2.733 estaven ocupades (1.380 homes i 1.353 dones) i 147 estaven aturades (65 homes i 82 dones). De les 1.134 persones inactives 428 estaven jubilades, 459 estaven estudiant i 247 estaven classificades com a «altres inactius».

### Ingressos
El 2009 a Péronnas hi havia 2.396 unitats fiscals que integraven 5.712,5 persones, la mediana anual d'ingressos fiscals per persona era de 20.210 €.

### Activitats econòmiques
Dels 325 establiments que hi havia el 2007, 1 era d'una empresa extractiva, 4 d'empreses alimentàries, 5 d'empreses de fabricació de material elèctric, 25 d'empreses de fabricació d'altres productes industrials, 47 d'empreses de construcció, 82 d'empreses de comerç i reparació d'automòbils, 12 d'empreses de transport, 13 d'empreses d'hostatgeria i restauració, 7 d'empreses d'informació i comunicació, 20 d'empreses financeres, 20 d'empreses immobiliàries, 37 d'empreses de serveis, 32 d'entitats de l'administració pública i 20 d'empreses classificades com a «altres activitats de serveis».
Dels 68 establiments de servei als particulars que hi havia el 2009, 1 era una oficina d'administració d'Hisenda pública, 1 oficina de correu, 5 oficines bancàries, 11 tallers de reparació d'automòbils i de material agrícola, 2 tallers d'inspecció tècnica de vehicles, 5 paletes, 5 guixaires pintors, 5 fusteries, 7 lampisteries, 6 electricistes, 1 empresa de construcció, 4 perruqueries, 1 veterinari, 8 restaurants, 4 agències immobiliàries, 1 tintoreria i 1 saló de bellesa.
Dels 27 establiments comercials que hi havia el 2009, 2 eren supermercats, 3 grans superfícies de material de bricolatge, 4 fleques, 1 una peixateria, 1 una botiga de roba, 1 una botiga d'equipament de la llar, 1 una sabateria, 9 botigues de mobles, 1 una botiga de mobles, 2 drogueries i 2 floristeries.
L'any 2000 a Péronnas hi havia 15 explotacions agrícoles que ocupaven un total de 432 hectàrees.

## Equipaments sanitaris i escolars
Els 2 equipaments sanitaris que hi havia el 2009 eren farmàcies.
El 2009 hi havia 1 escola maternal i 1 escola elemental. Péronnas disposava d'un col·legi d'educació secundària amb 588 alumnes.

## Poblacions més properes
El següent diagrama mostra les poblacions més properes.